# Odinia czernyi
Odinia czernyi är en tvåvingeart som beskrevs av Collin 1952. Odinia czernyi ingår i släktet Odinia och familjen tickflugor. Arten är reproducerande i Sverige. Inga underarter finns listade i Catalogue of Life.